# Expropiación
Expropiación és una pel·lícula veneçolana dirigida per Mario Robles, estrenada el 1976.

## Sinopsi
Un grup de miners del Perú emprèn una “marxa de sacrifici” cap a Lima per a demanar la satisfacció dels seus drets. Durant el viatge pels Andes s'uneixen als agricultors contra una expropiació desitjada per grans empreses estrangeres.

## Distincions
La pel·lícula es va presentar a la selecció oficial a competició al 26è Festival Internacional de Cinema de Berlín · .